# Virtua Fighter (jeu vidéo)
Cet article concerne le jeu vidéo. Pour la série de jeux vidéo, voir Virtua Fighter. Pour les autres articles homonymes, voir Virtua Fighter (homonymie).
Ne doit pas être confondu avec Virtua Fighter: Remix.
Virtua Fighter (バーチャファイター, Bācha Faitā) est un jeu vidéo de combat en 3D développé par Sega-AM2 sur borne d'arcade, sur Saturn et sur 32X. Il sort en octobre 1993 dans les salles d'arcade américaines et européennes et en décembre 1993 au Japon. Il a ensuite été porté sur les consoles Saturn et 32X de Sega. Il est le premier épisode de la série Virtua Fighter, et le tout premier jeu d'arcade de combat en 3D polygonale.

## Système de jeu
Trois boutons (A : parer ; B : poing ; C : pied) seulement mais les combinaisons possibles rendent le nombre de coups et d'enchainements permis très important. Le jeu est en grande partie très réaliste et (mis à part les sauts de plusieurs mètres que font les personnages, avec une gravité de type lunaire...) ne contient pas de coups spéciaux fantaisistes comme la majorité des jeux du genre en graphisme 2D.
Les projections se font avec les boutons A + B, les coups circulaires avec B + C, il y a de nombreuses façon de se relever après avoir été mis à terre selon le personnage utilisé et son placement, les enchainements (combos) sont nombreux et peuvent être adaptés (un combo peut par exemple se terminer par un coup de pied haut (bouton C) ou un balayage (diagonale bas-avant  + bouton C) : le gameplay est d'une grande finesse et inventivité, et respecte remarquablement les différents arts martiaux qui y sont représentés[réf. nécessaire].

### Liste des personnages jouables
- Akira Yuki
- Jacky Bryant
- Jeffry McWild
- Kage-Maru
- Lau Chan
- Pai Chan
- Sarah Bryant
- Wolf Hawkfield
- Dural

## Développement
Virtua Fighter est le premier jeu de combat en 3D, il sort en 1993 en arcade.
Etant précurseur, il a la particularité d'être le seul jeu de combat 3D où les mouvements des personnages sont entièrement programmés. Ce qui avait demandé un effort considérable aux développeurs, afin de reproduire des mouvements naturels. Par la suite Virtua Fighter utilisera la capture de mouvement.

### Équipe de développement
- Producer & director : Yū Suzuki
- Music composer : Takayuki Nakamura
- Planning support : Manabu Tsukamoto
- Main programmer : Toru Ikebuchi
- Coordinator & main designer : Seiichi Ishii

## Accueil

### Critiques de la version 32X
Le portage sur 32X a été salué par le magazine britannique Computer and Video Games, qui le considère comme supérieur à la version sortie sur Saturn. Selon eux, Virtua Fighter se démarque du reste du catalogue de la machine, pouvant justifier à lui seul l'achat de l'extension de la Mega Drive.